# Elisa z Rivombrosy
Elisa z Rivombrosy – włoski serial kostiumowy powstały w 2003 roku. Był emitowany w Polsce na antenie TVP3 w latach 2004 – 2005. Składający się z 26 odcinków luźno opartych na powieści Samuela Richardsona. Akcja rozgrywa się w Rivombrosie w Piemoncie w 1769 roku, gdzie stara hrabina Agnese Ristori (Regina Bianchi) oczekuje na przyjazd swojego syna Fabrizia (Alessandro Preziosi. Hrabia ma powrócić do rodzinnego domu po dziesięciu latach służby we francuskiej armii. Opiekuje się nią młoda Elisa (Vittoria Puccini), którą hrabina przyjęła na służbę w charakterze damy do towarzystwa. Uboga dziewczyna dzięki swemu wdziękowi i inteligencji sprawia, że dni spędzone na wyczekiwaniu przestają się dłużyć hrabinie. Tymczasem Fabrizio przez przypadek wchodzi w posiadanie listy nazwisk szlachciców, którzy spiskują przeciwko królowi. To wydarzenie oraz spotkanie z piękną i szlachetną Elisą zmienią życie próżnego hrabiego na zawsze.

## Obsada

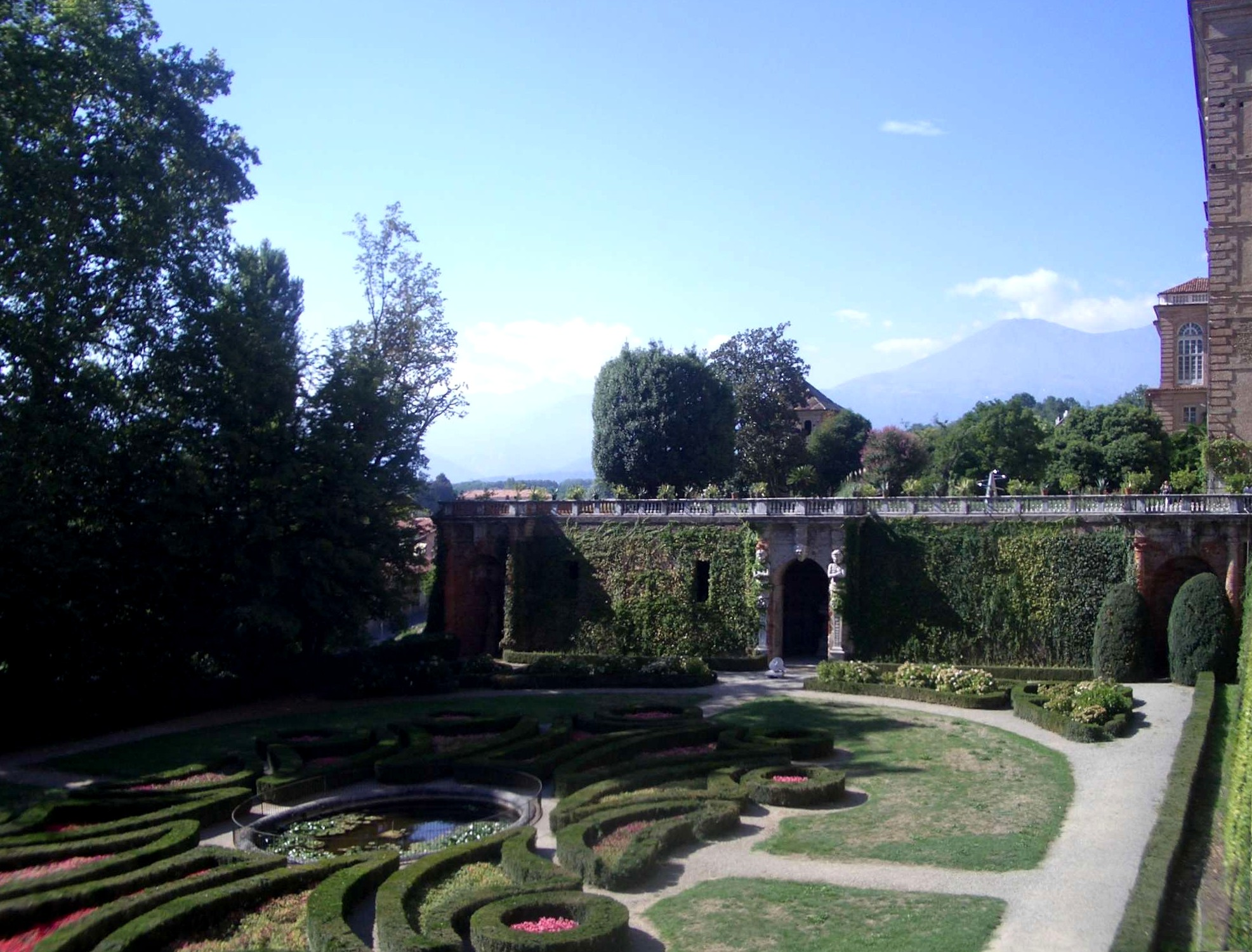
Ogrody przy zamku w Rivombrosie.

- Vittoria Puccini: Hrabina Elisa Scalzi-Ristori di Rivombrosa
- Alessandro Preziosi: Hrabia Fabrizio Federico Giovanni Clemente Ristori di Rivombrosa
- Antonella Fattori: Markiza Anna Ristori-Radicati di Magliano
- Cesare Bocci: Doktor Antonio Ceppi
- Jane Alexander: Markiza Lucrezia Adelaide Priscilla Van Necker Beauville
- Philippe Leroy: Król Karol Emanuel III
- Luca Ward: Książę Ottavio Ranieri
- Ralph Palka: Kapitan Terrazzani
- Marina Giordana: Artemisia Scalzi
- Pierluigi Coppola: Angelo Buondio
- Marzia Ubaldi: Amelia
- Sabrina Sirchia: Bianca Buondio
- Linda Batista: Isabella
- Carlotta Previati: Markiza Emilia Radicati di Magliano
- Eleonora Mazzoni: Markiza Margherita Maffei di Barbero
- Kaspar Capparoni: Hrabia Giulio Drago
- Pamela Saino: Orsolina
- Antonio Salines: Markiz Jean Luc Beauville
- Francesca Rettondini: Księżna Clelia Bussani

## Streszczenie

### Odcinek 1
Piemont 1770 rok. Młoda i piękna Elisa Scalzi, pracuje jako dama do towarzystwa i opiekuje się schorowaną hrabiną Anese Ristori. Dziewczyna jest chłopką, a hrabina zabrała ją z karczmy, gdzie pracowała jako kelnerka, co nie podoba się najstarszej córce hrabiny - Annie. Hrabina Agnese, cierpiąca na nadciśnienie, bardzo tęskni za swoim synem – hrabią Fabrizio Ristori, który zaciągnął się do francuskiej armii dziesięć lat temu. Elisa, widząc pogarszający się stan zdrowia hrabiny, wysyła do niego list z prośbą o powrót do domu. Hrabia otrzymawszy list, opuszczając swój pułk, zostaje obdarzony poufnymi dokumentami. Ristori ma je dostarczyć kapitanowi Lombardi, który ma czekać na niego na Montgenevre, na drodze do Turynu. Fabrizo przekazuje dokumenty kapitanowi, ale obaj wpadają w zasadzkę, zastawioną przez ludzi księcia Ottavio Ranieri (szefa straży Jego Królewskiej Mości, który od początku chciał wejść w posiadanie dokumentów). Chociaż Fabrizio udaje się uratować, to kapitan zostaje śmiertelnie ranny i umierając zobowiązuje hrabiego, by dostarczył dokumenty osobiście w ręce króla. Po tych ciężkich przeżyciach hrabia Ristori dociera w końcu do rodzinnej posiadłości - Rivombrosy. Wszyscy są zadowoleni z jego powrotu. Hrabia, poszukując matki w komnatach pałacu, spotyka po raz pierwszy w bibliotece - Elisę, pogrążoną w czytaniu. Młody człowiek jest olśniony pięknem dziewczyny, która wydaje odwzajemniać fascynację. Fabrizio spędza najwięcej czasu w towarzystwie matki, która opowiada mu o problemach finansowych posiadłości. Hrabia zaczyna interesować się Elisą, gdyż myśli, że jest ona szlachetnego rodu. Podpytując matkę, dowiaduje się, że jest to dobra i szlachetna dziewczyna. Ale Fabrizio nie wie, że Elisa nie jest szlachcianką. Mylnie zinterpretował podpis dziewczyny w liście, gdzie dziewczyna użyła swego pseudonimu - Elisa z Rivombrosy. W końcu hrabia odkrywa, iż dokumenty, które przekazał mu kapitan, dotyczą spisku na życie króla.

### Odcinek 2
W związku z przyjazdem do domu zostaje wydany na jego cześć bal i przybywają najznakomitsi goście z całej okolicy. Przybywa też stara miłość hrabiego Ristori - markiza Lukrecja Van Necker Beauville. To ona była rzeczywistą przyczyną odejścia Fabrizia, którego odrzuciła, by poślubić markiza Jean-Luc Beauville. Mężczyznę znacznie starszego od niej, ale niezwykle bogatego i potężnego (doradcę Jego Królewskiej Mości). Fabrizio, czując się obrażony i upokorzony jej decyzją, postanowił zapisać się do armii francuskiej. Teraz Lukrecja postanawia odzyskać Fabrizia, ale ten jest bardziej zainteresowany Elisą, który uczestniczy w balu jako opiekunka siostrzenicy hrabiego - markizy Emilii Radicatii. Podczas przyjęcia młody hrabia decyduje się na taniec z Elisą, a ich spojrzenia uwidaczniają uczucie jakie ich łączy. Jednak zachowanie hrabiego wzbudza oburzenie i zdumienie szlachty, która zna klasę społeczną dziewczyny. Bal przerywa przybycie doktora Ceppiego, który właśnie przez małżeństwo z chłopką stracił majątek i został wykluczony z wyższych sfer. (Jego żona – Luccia – cierpi z tego powodu i próbuje ostrzec Elisę przed popełnieniem podobnych błędów). Nikt mu nie chce pomóc, tylko Fabrizio wyrusza na poszukiwania. Okazuje się, iż Luccia pogrążona w głębokiej depresji topi się, aby jej mąż mógł być szczęśliwy. Ten fakt nie zmienia jednak stosunku arystokracji do doktora.

### Odcinek 3
Cała ta sytuacja sprawia, że Elisa wyznaje hrabiemu, że jest służącą. Jednak młody szlachcic nie zamierza rezygnować z prób jej uwiedzenia. Ukojenia poszukuje w pobliskiej karczmie i w rozmowach przy alkoholu z Guliem. Tymczasem mała Emilia dostaje silnego napadu duszności. Elisie udaje się trochę ją uspokoić i złagodzić napad. Wezwany Lekarz - Ceppi, stwierdza astmę. Jego wizyta jest nie mile widziana przez hrabinę Annę, która ma wyraźnie go nie lubi. Rankiem Fabrizio dowiaduje się o postępowaniu Elisy. Tym bardziej nie potrafi zapomnieć o pięknej służącej. Tymczasem służba, szczególnie Bianca, zaczyna plotkować o nocnej wizycie hrabiego w pokoju Elisy.

### Odcinek 4
Burza sprawia, iż Elisa i Ristori muszą się schronić w pobliskiej chacie myśliwskiej. Tam hrabia namiętnie całuje służącą. Jednak Elisa ucieka. Ristori nie potrafi zapomnieć o niej. Próbuje zmusić ją do posłuszeństwa rozmową i czynami. Posuwa się nawet do zamknięcia dziewczyny w lochu, by wymusić na niej miłość do siebie. Jednak musi ją wypuścić, gdyż jego matka przed śmiercią wzywa dziewczynę do siebie. Na łożu śmierci hrabina Agnese Ristori prosi syna, aby zaopiekował się Elisą.

### Odcinek 5
Odbywa się pogrzeb nobliwej hrabiny. Cały spadek zostawia Fabriciowi. O co ma pretensje jego szwagier Alvise. Hrabina pamięta też o Elisie, której w spadku zapisuje swobodny dostęp do biblioteki, konia i turecki wisiorek. Potem hrabia przekonuje siostrę, aby uczyniła Elisę guwernantką Emilii. Mimo to Elisa, dręczona przez Fabrizia brutalnymi zalotami, opuszcza Rivombrosę. Nową posadę znajduje w posiadłości Margherity Maffei, swej przyjaciółki. Ale Fabrizio nie zamierza zrezygnować z dziewczyny i pisze listy do okolicznej szlachty, aby nie zatrudniano jej. Jako powód podaje, iż ma zostać guwernantką Emilii. Rozżalona Elisa stawia na swoim i wyjeżdża do swego rodzinnego domu. Wcześniej jednak wdaje się w rozmowę z hrabią, gdzie przyznaje, iż czuła coś do niego, ale on swoim nonszalanckim zachowaniem wszystko zniszczył. Po drodze zatrzymuje się na targu, gdzie jest napastowana przez pijanego hrabiego Gulio Drago (przyjaciela Fabrizia). Elisa, broniąc się uderza, go kamieniem. Za swój czyn może przyjść jej gorzko zapłacić.

### Odcinek 6
Za napaść na szlachcica dziewczyna zostaje aresztowana. Hrabia Ristori, dowiedziawszy się od Angela o całej sytuacji, próbuje bezskutecznie wpłynąć na przyjaciela, ale ten odmawia. Zaciąga rady nawet najlepszego prawnika w królestwie. W tej sytuacji Ristori udaje się do Turynu, gdzie mieści się siedziba króla. Fabrizio chce prosić go o uniewinnienie Elisy i oddać listę spiskowców. Na miejscu spotyka jednak księcia Ranieri i podczas rozmowy z nim rozszyfrowuje jego nielojalność wobec króla. Grając na zwłokę, udaje mu się zdobyć uniewinnienie dla Elisy i podstępem uciec z Turynu. W końcu hrabia postanawia odczytać treść dokumentów, w których posiadanie wszedł i odkrywa, że zawierają one listę szlachty, która spiskuje przeciw królowi. Odkrycie jest tym bardziej poważne, gdy Fabrizio identyfikuje wśród nazwisk nie tylko księcia Ottavio Ranieri, ale także jego najdroższego przyjaciela z dzieciństwa - hrabiego Giulio Drago. Tymczasem Elisa przebywa w więzieniu. Poznaje tam młodą czarownicę Celeste, z którą się zaprzyjaźnia. W więzieniu pomaga jej też Angelo i mały sierota – Martino. Fabrizio spieszy do Rivombrosy, aby zdążyć z uniewinnieniem dla dziewczyny. W międzyczasie w więzieniu pojawia się hrabia Drago i składa zeznania uniewinniające Elisę, przy tym sugerując jej, iż jest to zasługa Fabrizia. Żegnając się ze wszystkimi Elisa udaje się do swego rodzinnego domu. Zmierzchem do więzienia przybywa Ristori i jest miło zaskoczony uniewinnieniem dziewczyny.

### Odcinek 7
Elisa, przemyślawszy całą sytuację, powraca do Rivombrosy, jako guwernantka Emilii. Zarówno Fabrizio, jak i Elisa stają się sobie coraz bardziej bliżsi. To nie podoba się siostrze hrabiego – Annie, która jest zbulwersowana prezentem Fabrizia dla Elisy. Hrabia oczarowany dziewczyną i zakochany w niej, posuwa się nawet do adorowania jej na chłopskiej zabawie. Co nie podoba się Angelowi i Annie.
Świadomy konsekwencji swych amorów i po rozmowie z Guliem Drago, hrabia postanawia wydać Elisę za mąż, aby mogła być jego kochanką. Jednak wzburzona Elisa nie zgadza się na małżeństwo. Fabrizio po nieuzmysłowieniu sobie, iż możne stracić dziewczyny wyznaje jej swą miłość i powody, dla których podjął właśnie taka decyzję. W tej właśnie chwili na dziedziniec pałacu wjeżdża karoca markizy Lukrecji van Necker, dawnej miłości hrabiego. Lukrecja przyjeżdża do Rivombrosy, aby pomóc hrabiemu w dostarczeniu listy królowi, bo jest żoną jego doradcy. Jednak Fabrizio nie wie, iż to ona sama należny do spiskowców. Wraz ze swoim kochankiem księciem Ranieri przygotowują zasadzkę na hrabiego. Poza tym markiza wciąż czuje sentyment do Ristoriego i chce go uwieść. Fabrizio chce wzbudzić zazdrość w Elisie i adoruje Lukrecję. Udaje mu się to, gdyż dziewczyna wzburzona zaistniałą sytuacją przyjmuje oświadczyny Angela.

### Odcinek 8
Elisa odrzuca propozycję Fabrizia zostania jego kochanką i utrzymanką oraz przyjmuje oświadczyny Angela. Narzeczeni szykują się do ślubu. Fabrizio czuje, iż traci Elisę bezpowrotnie, więc by zaoszczędzić sobie bólu, wyrusza z Lukrecją do Turynu na audiencję u króla, którego chce przestrzec przed spiskiem. Hrabia Ristori ofiaruje Elisie na pożegnanie turecki wisiorek, który w spadku przepisała jej matka. Jednak w pałacu królewskim hrabia wpada w pułapkę zastawioną przez Lukrecję i księcia Ranieri. Tymczasem odbywa się ślub Elisy i Angela. Przed ołtarzem dziewczyna uzmysławia sobie, iż kocha Fabrizia i ucieka. W czasie ucieczki Fabrizio zostaje ranny, ale zmierza do Rivombrosy.

### Odcinek 9
Upokorzony przez Elisę, ucieczką sprzed ołtarza Angelo, opuszcza Rivombrosę. Z kolei markiza Anna odprawia dziewczynę, gdyż uważa, że nie ma dla niej już miejsca w pałacu. Tymczasem ciężko ranny Fabrizo zmierza w kierunku domu. Nie dotarłby tam, gdyby nie myśl o pozostawieniu Elisy w Rivombrozie oraz pomoc spotkanej po drodze czarownicy – Celeste. W Rivombrozie wezwany na ratunek do konającego hrabiego, doktor Ceppi wyjmuje kulę, ale stan jego jest ciężki. Fabrizio cierpiąc w gorączce wzywa Elisę. Celeste udaje się do dziewczyny i zawiadamia ją o stanie hrabiego. Dziewczyna nie bacząc na konwenanse przybywa do pałacu, a Anna choć niechętnie wpuszcza ją do konającego Fabrizia. Hrabia na moment odzyskuje przytomność i prosi Elisę o ukrycie listy spiskowców. Dziewczyna wypełnia jego prośbę. Ukrywa listę w okładce ulubionej książki hrabiny Anese. Następnie poświęca się opiece nad rannym mężczyzną.

### Odcinek 10
Lekkoduch Giulio Drago prosi hrabiego Maffei o rękę Margherity. Ten jednak mu odmawia. Gulio nie wie, że hrabia Maffei zainwestował cały majątek w ryzykowne przedsięwzięcie i wszystko stracił. Nie będąc w stanie córce zapewnić odpowiedniego posagu, odrzuca propozycję hrabiego Drago. Tymczasem w Rivombrozie Elisa troskliwie zajmuje się rannym Fabrizio i oboje nie potrafią ukryć uczucia, którym się darzą. Jednak Elisa wciąż odmawia zostania jego kochanką. W tej sytuacji Fabrizio postanawia wrócić do armii i dać Elisie wolność. W końcu dziewczyna dochodzi do wniosku, że nie może bez niego żyć. Postanawia go zatrzymać, ale przybywa za późno, on nie słyszy, jak go woła. Przestraszona płacze przy skale. Jednakże Fabrizio dochodzi do tego samego wniosku i zawraca. W rezultacie oboje spotykają się na drodze do Rivombrosy i oddają się namiętności swego uczucia.

### Odcinek 11
Hrabia Ristori ostatecznie porzuca dla Elisy armię i osiedla się w Rivombrosie. Oboje są w sobie zakochani. Jednak wszyscy wkoło szepczą o tym, iż dziewczyna została jego kochanką. Nawet matka wyrzuca ją z domu. Hrabia pragnie uszczęśliwić swoją ukochaną i jest nawet gotowy z nią się potajemnie ożenić, stawiając na szali swój majątek. Ojciec Tagmino, skromny proboszcz tamtejszej parafii, zgadza się potajemnie udzielić im ślubu. Choć utrzymywana w tajemnicy wieść o ślubie roznosi się i dociera do wciąż zakochanej w Fabriziu okrutnej markizy von Necker. Gdy państwo młodzi o świcie wchodzą do kościoła, zostają w nim zwłoki księdza Togmina.

### Odcinek 12
Fabrizio otrzymuje od księcia Ranieri propozycję przejścia na stronę spiskowców. Kiedy Fabrizio odmawia, książę podejmuje próbę odszukania tajemniczej listy w Rivombrozie. W czasie przyjęcia połączonego z przedstawieniem przygotowanym przez wędrowną trupę teatralną jego ludzie mają przepytać służbę. Blanka nasyła ich na Elisę, którą atakują, na szczęście z pomocą przychodzi jej Fabrizio, który jest wspaniałym szermierzem. Tymczasem, pod nieobecność Margherity i Betty zrujnowany markiz Maffei, przytłoczony odpowiedzialnością za zniszczone życie córek wypija truciznę. Margerita i doktor Ceppi próbują go odratować. Anna nie może zaakceptować związku Elisy i Fabruzia, za namową Blanki, wyjeżdża do Turynu, aby sprowadzić piękną szlachciankę, którą zainteresowałby się hrabia.

### Odcinek 13
Do Rivombrosy przybywa Celia, która obarczona przez Annę misją uwiedzenia Fabrizia, zwabia go do Turynu, gdzie ma mu ułatwić spotkanie z królem. Elisa jest bardzo nieufna wobec niej i zazdrosna o ukochanego, wszystko to potęguje jej omdlenia. Jednocześnie stojący na czele spisku przeciw królowi książę Ranieri opłaca mordercę, który jeszcze tego samego dnia ma dokonać zamachu. O wszystkim wie, konający i dręczony wyrzutami sumienia markiz Maffei, który wysyła do Rivombeosy Margheritę z prośbą o pomoc w udaremnieniu zamachu. Niestety Fabrizia nie ma w pałacu, więc kobieta o wszystkim mówi Elisie. Tymczasem Celia próbuje uwieść hrabiego Ristori, ten jednak pozostaje wierny Elisie. Następnego dnia Elisa wyrusza do Turynu, aby ostrzec Fabrizia, udaje się jej to w ostatniej chwili. Hrabia wraz z Celią czekają na króla w karocy. Gdy hrabia widzi lufę pistoletu w oknie biegnie na wierze, tymczasem Elisa krzyczy, aby ostrzec straże króla. Strzał, który pada zostaje udaremniony, niestety Angelo, który teraz służy w gwardii królewskiej zostaje ciężko ranny. W dodatku hrabiemu nie udaje się złapać zabójcy i sam musi uciekać, aby nie zostać złapanym. Pomaga mu w tym Celia. Elisa i Fabrizio wracają do Rivombrosy, z kolei Celia przekazuje woźnicy list skierowany do Anny. Siostra jest bardzo niezadowolona ze wspólnego przybycia do Rivombrosy Elisy i Fabrizia. W dodatku oburza ją fakt, iż hrabia ostentacyjnie opiekuje się, źle czującą się służącą.

### Odcinek 14
Amelia podpowiada Elisie, iż jej złe samopoczucie i omdlenia mogą być spowodowane ciążą. Przekonuje też dziewczynę, aby jak najszybciej powiedziała o tym hrabiemu Ristori. Tymczasem dziewczyna znów ratuje małego sierotę – Martina z opresji, zauważa przy tym na jego ramieniu znamię podobne do tego, które ma Fabrizio. Wraz z Amelią dochodzi do wniosku, iż sierota jest owocem rozwiązłego życia, jakie wiódł hrabia po porzuceniu go przez Lukrezię van Necker przed 10 laty. Elisa wyrzuca Fabriziowi, iż nie zatroszczył się o swego syna. W związku z tym, ten zabiera go z karczmy i pozwala pracować w stajni, jednak później powierza go nauczaniu Elisy. W końcu Elisa informuje go też, że jest w ciąży. To sprawia, że hrabia postanawia nie narażać więcej na szwank ich wspólnego szczęścia i chce zwrócić listę hrabiemu Drago. Jednak Elisa powstrzymuje go przed tym zamiarem. Tymczasem mąż Anny zamierza ubezwłasnowolnić Fabrizia i przejąć majątek. Organizuje specjalną kolację, na którą zaprasza opata van Neckera i innych szlachciców, aby potwierdzili, iż Fabrizo jest szalony. Ten jednak rozszyfrowuje jego grę i korzysta z okazji, aby oświadczyć się Elisię. Dziewczyna jednak nie przyjmuje ich i ucieka.

### Odcinek 15
Fabrizo postanawia nigdy więcej nie ukrywać swoich uczuć ani poglądów. Chce pojąć Elisę za żonę w biały dzień, a w pałacu wyprawić huczne wesele. Początkowo niechętny opat van Necker zgadza się udzielić im ślubu. Stawia jednak warunek, państwo młodzi muszą znaleźć sobie dwóch świadków spośród szlachetnie urodzonych. Markiz Maffei w obawie przed represjami im odmawia. Zgadzają się natomiast Ceppi i Gulio. Anna udaje się do Lukrecji po pomoc. Ta niechętna związkowi Fabrizia i Elisy, przekonuje opata van Necker'a i całą okoliczną szlachtę do sprzeciwienia się ślubowi. Sama jednak nie przybywa na uroczystość. W najważniejszym momencie ceremonii cała szlachta odwraca się od młodych na znak swego protesty, jedynie Celia pozostaje na swoim miejscu. Pokazując, iż akceptuje ich związek.

### Odcinek 16
Fabrizio wypędza z Rivombrosy siostrę Annę, domyślając się, że to za jej sprawą nie doszło do jego małżeństwa. Wygnana Anna wyprowadza się do pałacu męża, który jest zmuszona dzielić z jego kochanką – Bettą Maffei. Fabrizo przysięga zemstę wszystkim wrogom Elisy. Jedyną arystokratką, która okazuje im poparcie jest markiza van Necker. Elisa jej nie ufa, a jej ostrożność wzrasta, gdy dowiaduje się, iż Lukrecia i Fabrizo byli kochankami w przeszłości. Margeritha Maffei zgodnie z obietnicą daną Bogu, wstępuje do zakonu. W czasie spowiedzi oskarża opata van Neckera o intrygi przeciw Elisie. Ten wyjawia jej, iż za tym stała w rzeczywistości markiza van Necker. W ślubach zakonnych Margherity próbuje przeszkodzić jej dawny narzeczony – hrabia Drago. Jednak Fabrizo powstrzymuje go przed tym. Tymczasem Lukrezia, aby pokazać wszystkim swoją przychylność Elsie zaprasza ją na kolację. Natomiast do Rivombrosy posyła swoich ludzi, aby wykradli listę. Jednak Elisa nie czuje się zbyt dobrze i wraz z Fabriziem wracają do posiadłości wcześniej. W nocy do Rivombrosy przybywają ludzie Lukrecji, których przekupiona Bianca prowadzi do biblioteki. Po drodze zabijają jednego z parobków, co budzi Martina. Chłopiec, gdy znajduje zwłoki, szybko biegnie do sypialni Fabrizia, by poinformować Elisę o zajściu. Bandyci nie mogąc znaleźć listy terroryzują Biance i podpalają bibliotekę. W tej samej chwili wpada tam Fabrizio, który zabija dwóch bandytów. Niestety trzeciemu udaje się uciec. Zaniepokojona Elisa przedłużająca się nieobecnością ukochanego i hałasem, wychodzi z pokoju, zabierając ze sobą nóż. Niestety na korytarzu spotyka zbiegłego mordercę i śmiertelnie rani go nożem. Niestety ten, upadając, spycha ją ze schodów.

### Odcinek 17
Elisa po upadku ze schodów traci dziecko. Jej stan jest krytyczny. Fabrizio do Rivombrosy ściąga jej matkę i siostrę. Również Lukrecja ofiaruje podstępnie swą pomoc. W rezultacie chce uwieść Fabrizia. Na wieść o napaści na pałac, do Rivombrosy wraca Angelo, prosząc Fabriza o ponowne przyjęcie na służbę. Hrabia ufa mu bezgranicznie i powierza jego pieczy bezpieczeństwo domowników. Nie wie, że Angelo jest szpiegiem doradcy króla – Beuvila i ma wykryć, jaki jest udział hrabiego w spisku.

### Odcinek 18
Zdaniem doktora Ceppiego w wyniku upadku i poronienia Elisa do końca życia pozostanie bezpłodna. Doktor ostrzega też Fabriza, iż pogrążona w głębokiej depresji dziewczyna może popełnić samobójstwo. Gdy pewnej nocy Elisa znika, a poszukiwania nie przynoszą rezultatów, Fabrizo odchodzi od zmysłów. Do Rivombrosy wraca Anna z Emilią. Markiza wyjechała z Turynu, gdyż miała dość nocnych przyjęć męża i jego kochanki. W dodatku na jej decyzję wpłynęła mała Emilia, gdy do jej sypialni wtargnęło dwóch mężczyzn. Następnie Fabrizo odnajduje Elisę w klasztorze, gdzie za przykładem Margherity Maffei postanawiała schronić się przed światem. Na szczęście za namową Anny powraca do Rivombrosy. Lukrecja poznawszy historię małego Martina i dowiedziawszy się, że Fabrizo jest jego ojcem, przekonuje wszystkich, że to ona jest matką chłopca. Twierdzi, że urodziła dziecko przed małżeństwem z markizem Beuvill, ale matka powiedziała jej, że chłopiec urodził się martwy. Tymczasem został podrzucony do karczmy. Teraz Lukrecja chce odzyskać chłopca i uczynić, go swym paziem. Dla Elisy, która przeniosła swe uczucia macierzyste na chłopca to ogromny cios lecz nie może odmówić matce prawa do dziecka.

### Odcinek 19
Lukrecja zabiera Martina ze sobą, czyniąc go swym paziem. Fabrizo tęskniąc za chłopcem, często odwiedza go u markizy, co nie podoba się Elisie. Elisa widząc, iż Fabrizo zbliżył się do markizy, postanawia się wyprowadzić z Rivombrosy. Z kolei do posiadłości wraca markiz Beuvill, któremu nie podoba się, że Fabrizo jest częstym gościem jego żony. Markiz zbiera informacje na temat hrabiego Ristori, a dostarcza mu ich Angelo. Gulio załamany po stracie Margherity, prosi Elisę, aby oddała jej pierścionek zaręczynowy. W czasie składania ślubów zakonnych hrabia Drago próbuje przeszkodzić w ceremonii, ale Ristroi go powstrzymuje. Następnie Margherita wyznaje Elisie, że to Lukrecja skrupulatnie przeszkadzała jej i hrabiemu w zawarciu małżeństwa.

### Odcinek 20
Fabrizo nie wierzy w oskarżenia Elisy, iż to Lukrecja pod płaszczykiem fałszywej przyjaźni, krzyżuje ich plany. Gdy jednak wzburzony żąda od Lukrecji wyjaśnień, ta nie zaprzecza i otwarcie wyznaje mu swą miłość, całkowicie zbijając go z tropu. Następnie w przypływie namiętności całuje ją, ale potem ucieka. Tymczasem Elisa, widząc, że Fabrizo daje się owijać markizie wokół palca, nakazuje mu dokonać wyboru: ona albo Lukrecja. Hrabia wybiera Elisę. Dziewczyna nie zamierza oddawać ukochanego, jedzie do markizy, aby się z nią rozmówić. Lukrecja mówi jej o pocałunku i zapowiada walkę o Fabriza. Mały Martino bardzo tęskni za Elisą i jest zdolny przebaczyć jej oddanie go do domu Lukrecji. Markiza wraz z księciem Ranierim postanawiają jak najszybciej odzyskać listę spiskowców. Z tą misją posyłają do Rivombrosy załamanego hrabiego Drago. Prosi on Fabriza nocleg, aby mógł ukoić ból po stracie Margherity. Nocą udaje się do biblioteki, żeby znaleźć listę. Elisa i Fabrizo słysząc huk w bibliotece, też tam podążają. Gulio nakryty przez nich, żąda oddania listy. Hrabia odmawia i dochodzi do pojedynku. Gdy Fabrizo stawia go w krytycznym położeniu, hrabia Drago sam zabija się szpadą Fabriza. Ostatnim życzeniem Gulio jest ujrzeć Margheritę przed śmiercią. W drodze do niej, hrabia Drago próbuje naprowadzić Fabrizia, iż to Lukrecja stoi na czele spisku, a nie jej mąż. Hrabia Drago umiera w ramionach Margherity.

### Odcinek 21
Lukrecja postanawia zabić Elisę, ponieważ jest ona jedyną przeszkodą do jej szczęścia z Fabriziem i dostaniem się na szczyt władzy. Nakazuje Izabelli nasmarowanie kolców róży trucizną i zadrapanie dziewczyny podczas pogrzebu hrabiego Drago. Tymczasem sama udaje się do chorego Martina, który, majacząc w gorączce, wzywa Elisę. Do Rivombrosy przybywa komendant żądający od hrabiego złożenia zeznań w sprawie śmierci Gulia. W czasie pogrzebu Izabella spełnia nakaz swej pani. Po pogrzebie Fabrizio i Elisa udają się na posterunek i zeznają, iż był to pojedynek dla zabawy, a Gulio zginął przez przypadek. Cały czas śledzi ich wysłannik Lukrecji, który widzi, że Elisa podczas powrotu źle się czuje, ale szybko wraca do siebie. Wtedy Lukrecja odkrywa, że Izabella nie spełniła jej polecenia i za swe nieposłuszeństwo płaci najwyższą karę. Przed śmiercią jednak powoduje, iż Lukrecja przyznaje się do podszywania się pod matkę Martina i zdradza, że Fabrizo jest jego ojcem. W tej sytuacji chłopiec postanawia uciec od markizy. Gdy Lukrecja orientuje się, że chłopiec zniknął wysyła za nim pościg, nakazując nawet strzelać w jego kierunku. Sama zaś udaje się do Rivombrosy, gdzie udaje zmartwioną matkę. Wjeżdżając na dziedziniec pałacu, Martino zostaje zaatakowany przez ludzi Lukrecji, ale udaje mu się wyjść cało z zasadzki. Lukrecja mówi mu, że chce go odzyskać, ale ten wyjawia hrabiemu, że wie, kto jest jego ojcem, a Lukrecja podszywała się pod jego matkę. Rozdrażniona markiza wraca do siebie, a Martino zostaje w Rivombrosie. Tymczasem Angelo udając, że ma złamaną rękę przeszukuje bibliotekę. Nie wie, iż hrabia w obawie przed przeszukiwaniem umieścił listę pod figurką Najświętszej Panienki w pałacowej kaplicy. Spłoszony zostawia chustę w bibliotece, hrabia znajduje ją i orientuje się, że Angelo szuka listy. W czasie konfrontacji wyjawia, że pracuje dla markiza Beauvilla i stoi po stronie dobra. Fabrizo jest oszołomiony zaistniałą sytuacją, przypominając sobie ostatnie słowa Gulia, orientuje się, że cały czas był w błędzie. To nie markiz Beauville stoi na czele spisku, ale jego żona – Lukrecja van Necker Beauville.

### Odcinek 22
Fabrizo postanawia niezwłocznie skontaktować się z markizem Beauvill, w tym celu udaje się do jego posiadłości, ale nie zastaje go już tam. Z kolei Lukrecja domyśla się, że Fabrizo zna prawdę i decyduje się na wyjazd do Turynu. Fabrizo też wybiera się do stolicy, a Elisę, która chce jechać z nim, zamyka w pokoju dla jej bezpieczeństwa. Ta jednak ucieka i podąża za nim. W rezultacie udają się razem do stolicy. Niestety przebiegła Lukrecja uprzedza ich ruch i powiadamia męża, że Fabrizo che mu oddać listę i że on sam też należy do spisku. Podczas spotkania Fabriza z sekretarzem, Lukrecja zabija męża i zrzuca całą winę na hrabiego Ristori. Fabrizo zostaje wtrącony do więzienia, mimo iż grozi mu śmierć odmawia oddania listy księciu Ranieri. Elisa bezskutecznie próbuje się z nim zobaczyć. W tym celu udaje się do Margherity Maffei, której udaje się dostać do więzienia. Następnie zakonnica udaje się do króla, by go przekonać o niewinności hrabiego, ale ten pozostaje nieubłagany. Rozpoczyna się proces, Elisa przebrana za zakonnicę, obserwuje całe wydarzenie. Przeciw hrabiemu zeznają Lukrecja i Ranieri, oskarżając go o zabójstwo Beauvilla i zdradę stanu. Fabrizo natomiast mówi o liście, niestety nie ma jej przy sobie. Wie, ze jeśli powiedziałby, gdzie jest Lukrecja i Ranieri szybko by ją zniszczyli. W tej sytuacji Elisa udaje się do Rivombrosy wraz z Angelem przeszukuje bibliotekę, ale nie wie, że Fabrizo schował ją gdzie indziej. Anna naprowadza ich, że może być w pałacowej kaplicy, niestety poszukiwania nie przynoszą oczekiwanego efektu. Do Rivombrosy powraca też mąż Anny. Alvise Radicati wprowadza własne porządki i żąda od Elisy, takiego przywiązania, jak do Fabrizia. Tymczasem w Turynie trwa proces, w wyniku zeznań komendanta prowadzącego śledztwo w sprawie śmierci Gulia, wychodzi na jaw, że to dzięki Elisie śledztwo zostało umorzone. W związku z tym do Rivombrosy przybywa gwardia królewska, która zabiera ze sobą przerażoną Elisę.

### Odcinek 23
Elisa składa przed sądem zeznania oczyszczające Fabrizia, ale sędziowie kwestionują je, gdyż dociera do nich informacja, że jest ona służąca zakochaną w swym panu. Dziewczyna wraca do Rivombrosy, gdzie Alvise zamknął swą żonę w pokoju. Elisa wykrada klucz i namawia Annę, by udała się do Turynu i zeznawała w sprawie brata. Mimo że Anna rzuca całkiem nowe światło na sprawę śmierci markiza Beauville, sędziowie pozostają niewzruszeni. Gdy markiz Radicardi odkrywa, że Anny nie ma w pokoju, dotkliwie bije małego Martina, gdyż myśli, że to on wykradł klucz. Na szczęście chłopcu z pomocą przychodzi Angelo, który atakuje Alvise widłami. Do rannego zostaje wezwany doktor Ceppi, który podczas opatrywania ran zauważa, że markiz ma syfilis. Ten dowiedziawszy się o tym zakazuje mu o tym kogokolwiek informować. Następnie zabiera Bettę do Turynu i przyłącza się do spiskowców. Tymczasem w więzieniu książę Ranieri stara się nakłonić Fabrizia do oddania listy. Sprawy się komplikują i wymykają z rąk Lukrecji i Ranieriego. Hrabia Ristori zostaje uznany za winnego i skazany na ścięcie w dniu 25 września 1769 roku na głównym placu w Rivombrosie. Elisa dowiedziawszy się o tym bierze sprawy w swoje ręce. Najpierw, by wydostać się z Rivombrosy grozi Lukrecji, a potem w Turynie szuka pomocy u kuzynki króla - Celli. Cały czas towarzyszy jej wierny Angelo.

### Odcinek 24
Książę Ranieri ani obietnicą, ani torturami nie jest w stanie wyciągnąć od Fabrizia, gdzie schował listę. Tymczasem Elisa próbuje dotrzeć do jedynej osoby, której może ufać - Cleli. Przybywa do jej pałacu, akurat kiedy trwa bal i droga jest naszpikowana żołnierzami Ranieriego. W ogrodzie natrafiają na psy księcia, aby ratować Elisę Angelo strzela do nich. Dziewczyna, biegnąc, potyka się i rani sobie dłoń. Jednakże udaje im się dostać do pałacu. Strzały słychać w całym ogrodzie, co wzbudza podejrzliwość żołnierzy. Tymczasem Elisa dociera do Celi, która ją ukrywa w swych komnatach. Nie wie jednak, że Lukrecja znalazła upuszczoną przez Elisę chusteczkę z inicjałami Ristorich i domyśliła się, że dziewczyna jest w Turynie. Do Rivombrosy powraca porzucony przez Bettę - Alvise Radicardi i wprowadza własne porządki, mimo konfiskaty majątku. Doktor Ceppi, martwiąc się o Anne, przybywa do pałacu, aby poinformować ją o stanie zdrowia jej męża. Jednak widząc jej zły stan psychiczny, rezygnuje z tego zamiaru. W tym samym czasie Alvise roztacza przed Emilią swe plany na przyszłość. Ta nie wytrzymuje i ucieka, co potęguje gniew markiza. Sytuacja zmienia się, gdy do Rivombrosy przyjeżdża Betta z przeprosinami. Wzburzona Anna chce ją wyrzucić, ale mąż jej zabrania. Tym razem doktor Ceppi mówi Anni o chorobie Radicardiego i wyznaje jej miłość. Z kolei Lukrecja postanawia wdrożyć w życie plan pozbycia się Elisy i odzyskania listy. Udaje się do Cleli i szantażem zmusza Elisę do ujawnienia się. Potem przekonuje ją do odbica Fabrizia z więzienia, twierdząc, iż robi to z pobudek czysto emocjonalnych, gdyż hrabia Ristori był jedyną miłością jej życia. Elisa z Clelią udają się do więzienia, skąd udaje im się wyprowadzić hrabiego. W dalszej ucieczce pomaga im Angelo. Jednak Fabrizio nie chce uciekać z kraju jak złoczyńca, wraz z Elisą chcą wrócić do Rivombrosy, by odzyskać listę i przekazać ją królowi.

### Odcinek 25
Elisa i Fabrizio przybywają do domku myśliwskiego, gdzie przeczekują noc. Nad ranem wraz z Angelo udają się do Rivombosy, aby odzyskać listę. Gdy wchodzą na dziedziniec, Elisa zauważa otwarte okno w bibliotece i zapaloną świecę w kuchni, co wzbudza jej czujność. Okazuje się, iż jest to zasadzka. W ostatniej chwili Fabrizio informuje Elisę, gdzie schował listę i umożliwia jej ucieczkę, sam poddając się. Przerażona dziewczyna udaje się najpierw do domku, a potem znajduje schronienie w domu doktora Ceppiego. Tymczasem Fabrizio i Angelo zostają aresztowani i poddani najokrutniejszym torturom. W czasie "przypalania" Angelo zgadza się pomóc Ranieriemu w odzyskaniu listy i zostaje wypuszczony. Szukając Elisy, spotyka Annę, która odeszła od męża i postanowiła zamieszkać u Ceppiego. Elisa obmyśla plan zdobycia listy spiskowców. Wraz z Anną udaje się do pałacu w Rivombrozie. Tam Anna udając skruszoną żonę, podstępem wyciąga od markiza Radicardiego klucz do kaplicy. Kobietom udaje się odzyskać listę, którą Fabrizo schował pod figurką Najświętszej Maryi Panny. Elisa wysyła list do księżnej Bussani z prośbą o pomoc w dostarczeniu dokumentów. Tymczasem w Turynie książę Ranieri znów podejmuje próby wymuszenia listy spiskowców od Fabrizia. Jednak nawet groźba pozbawienia życia Elisy nie skłaniania go do wyjawienia miejsca ukrycia. W związku z tym książę nakazuje damie dworu Cleli obserwować swą panią i donosić mu o jej postępach. Zakochana Lukrecja idzie do Fabrizia i ofiaruje mu swą pomoc, ale ten odmawia.

### Odcinek 26
Elisa i Angelo przybywają do Turynu. Tam na plac przed pałacem Bussanich odgrywają scenkę, zabicia Elisy i odebrania jej listy. Angelo zabiera fałszywą listę (która Elisa przygotowała zeszłej nocy) oraz wisiorek i dostarcza je księciu Ranieri. Tymczasem w Rivombrozie trwają przygotowania do egzekucji i konfiskata majątku Ristorich. Lukrecja postanawia wyjawić prawdę i przed sądem wyznaje, iż ona i Fabrizio byli kochankami. Jej mąż się o tym dowiedział i to ona w akcie desperacji zabiła go. Jednak Fabrizio zaprzecza, gdyż myśli, że Elisa nie żyje. W tym samym momencie Elisa wciąga Clelię w swój plan. Jednak kobiety nie zdają sobie sprawy, że jest między nimi szpieg w postaci damy dworu. Gdy Ranieri dowiaduje się o zdradzie Cleli postanawia ją zabić. Martwą Clelię znajdują Elisa i dama dworu, która żałując swej zdrady, przyrzeka pomóc dziewczynie. Tymczasem Fabrizo zostaje przywieziony do Rivombrosy, gdzie na głównym placu zebrali się wszyscy mieszkańcy wraz z królem i jego nowym doradcą - Ranierim. W tym czasie z kraju wyjeżdża Lukrecja, poprzysięgając zemstę wszystkim. Natomiast egzekucja przeciąga się, gdyż król oczekuje swej kuzynki z prezentem dla niego. W chwili, gdy wjeżdża powóz Cleli, Ottawio traci grunt pod nogami. Zakazuje strażom dopuszczać kobietę do króla, ale ten się nie zgadza. Fabrizo wykorzystuje zamieszanie i wydostaje się spod topora. Następuje walka między Fabriziem i Ranierim a Elisa wręcza królowi listę spiskowców. Ten dowiaduje się o zdradzie swego sekretarza i skazuje go na więzienie. Następnie w obecności wszystkich nobilituje Elisę. Teraz nic nie stoi na przeszkodzie, aby Elisa i Fabrizo wzięli ślub.

## Elisa z Rivombrosy 2
Hrabia Fabrizio Ristori żeni się z piękną Elisą Scalzi. Nareszcie są szczęśliwi. Wkrótce potem na świat przychodzi ich córka, Agnese. Szczęście zakłóci Książę Ottavio Ranieri, który uciekł z więzienia oraz podstępny Armand Benac. Śmierć Fabrizia jest dla Elisy ogromnym ciosem, nie jest w stanie o nim zapomnieć. Po trzech latach wdowa Ristori udaje się do Neapolu, by uratować Rivombrosę. Nie wie, że tam rozpocznie się jej drugie życie przeplatane intrygami, a na horyzoncie pojawi się nowa namiętność.

## Córka Elisy. Powrót do Rivombrosy
Minęło dwadzieścia lat i wiele się zmieniło w Rivombrosie jak i w całej Europie. Armia Napoleona wkroczyła do Włoch i Piemontu, obiecując wolność, równość i braterstwo. Ale jednocześnie wojskowa okupacja przyniosła również biedę, poczucie zagrożenia i opresję. W Rivombrosie i okolicznych miejscowościach rodzi się legenda - grupa zamaskowanych, poza prawem szykuje partyzanckie powstanie przeciwko Francji, uderzając w tych posiadających siłę roboczą i bogactwa. Arystokracja i wieśniacy jednakowo szepczą w strachu imię przywódcy. Zdaje się, iż złote lata Rivombrosa ma już za sobą, teraz przeważające nastroje nie mogą być już chyba mroczniejsze. I w takich chaotycznych czasach rozpoczyna się historia rodziny Ristorich. Kareta jedzie wzdłuż drogi łączące francuskie góry z Rivombrosą. W jej wnętrzu podróżuje czarująca, piękna, młoda dziewczyna, której zapiera dech z zachwytu nad miejscem, w którym dorastała. To Agnese Ristori, jedyna córka Elisy i Fabrizia. Obecnie 23 letnia z całym urokiem i sposobem bycia swojej matki, Elisy, ignoruje książkę, którą trzyma w dłoniach i kontynuuje swój zachwyt nad krajobrazami za oknem. Pyta woźnicy jak długo jeszcze zajmie podróż. Za parę godzin powinni być na miejscu: Agnese nie może doczekać się spotkania ze starymi przyjaciółmi i rodziną, zwłaszcza z Martinem, swoim bratem, który za kilka dni ma się żenić. Gdy Agnese szczęśliwie rozmyśla nad swoją przyszłością, karoca znika w ciemnym i nawiedzanym przez bandytów lesie. Córka Elisy zakochuje się w synu Lukrecji. Znów pojawia się wątek niemożliwej miłości.

## Emisja telewizyjna
Serial ukazał się w kanałach telewizyjnych następujących krajów:
- Albania
- Belgia
- Bośnia i Hercegowina
- Bułgaria
- Czechy
- Finlandia
- Francja
- Gruzja
- Hiszpania
- Kanada - kanał Telelatino.
- Niemcy
- Polska - seria pierwsza ukazała się w Polsce w 2003 na kanale TVP3, natomiast na iTVN w 2009 pod zwodniczą nazwą W imię króla, od 2015 obie serie emitowane jest na kanale Romance TV.
- Rosja
- Rumunia
- Serbia
- Słowacja
- Ukraina
- Uzbekistan - kanał Toshkent[1].